# Thomisus guadahyrensis
Thomisus guadahyrensis là một loài nhện trong họ Thomisidae.
Loài này thuộc chi Thomisus. Thomisus guadahyrensis được Eugen von Keyserling miêu tả năm 1880.